# Ásatrúarfélagið
La Ásatrúarfélagið (islandés: Asociación Ásatrú) es una organización religiosa neopagana de Islandia, cuyo propósito es reavivar y promover una forma moderna de paganismo nórdico. Fue fundada el primer día de verano de 1972 y reconocida como organización religiosa en 1973, lo que les permite celebrar legalmente ceremonias religiosas y participar en las ayudas administrativas procedentes del impuesto asignado para las iglesias. 
La Ásatrúarfélagið estuvo liderada por el poeta Sveinbjörn Beinteinsson desde la fundación hasta su muerte en 1993. Durante este periodo la Ásatrúarfélagið no superó el centenar de creyentes y tras un entusiasmo inicial, hubo muy poca actividad. Con el segundo alto sacerdote (islandés: allsherjargoði) , Jörmundur Ingi Hansen, que gobernó entre 1993 y 2002, se inició una etapa de crecimiento y más actividad, incluso con un proyecto de cementerio pagano. Esta tendencia se ha mantenido bajo el liderazgo del cuarto alto sacerdote, el músico Hilmar Örn Hilmarsson, líder de la Ásatrúarfélagið. Con todo, en el último censo de 2020 la organización presentaba una comunidad de 5 221 creyentes (1.32%), de los cuales un tercio son mujeres.
La Ásatrúarfélagið no es una religión dogmática o teológica, pero el allsherjargoði se decanta hacia un panteísmo global. El rito principal es el blót comunal, pero un sacerdote (goði) también dirige ceremonias para otorgar nombres, rituales de mayoría de edad, bodas y funerales. La organización también ha tomado partido en algunos asuntos de cierta índole política, como mostrarse favorables a la separación entre la Iglesia y el Estado, mostrarse en contra del aborto y promover una mayor protección del medio ambiente.

## Historia

### Orígenes
La idea de crear una organización pagana surgió a finales del invierno de 1972 durante una tertulia en un café de Reikiavik. Los cuatro hombres que ostentaban la responsabilidad de liderar el movimiento y establecer una base ideológica fueron Sveinbjörn Beinteinsson, granjero y escaldo tradicional,  Jörmundur Ingi Hansen, un aprendiz de todo y una personalidad destacada en el movimiento hippie de Reykjavík, Dagur Þorleifsson, periodista y activista de la logia teosófica de Reykjavík y Þorsteinn Guðjónsson, dirigente de Félag Nýalssinna, una organización devota a las teorías de Helgi Pjeturss.
Sveinbjörn Beinteinsson describió la fundación de Ásatrúarfélagið sobre la base de la creencia en fuerzas ocultas en la tierra y conectada al "deseo de que los islandeses podrían tener su propia fe y alimentarla no en menor medida de las religiones importadas".
Dagur Thorleifsson hizo hincapié en que la religión constituye un movimiento de regreso a la naturaleza, buscando refugio por los males de la civilización industrial. El origen de la organización se remonta a las olas contraculturales y religiosas de la época, el nacionalismo e interés de Islandia en el espiritismo, la teosofía y orígenes de la organización a las ondas de la contracultura y religiosas de la época, así como el nacionalismo y el amplio interés de Islandia en el espiritismo, la teosofía y huldufólk (elfos en el folclore islandés).
Oficialmente, la organización pagana se constituyó el primer día de verano de 1972 tras una convocatoria en el Hótel Borg. Poco después, Sveinbjörn fue elegido presidente y allsherjargoði (alto sacerdote).

### Reconocimiento

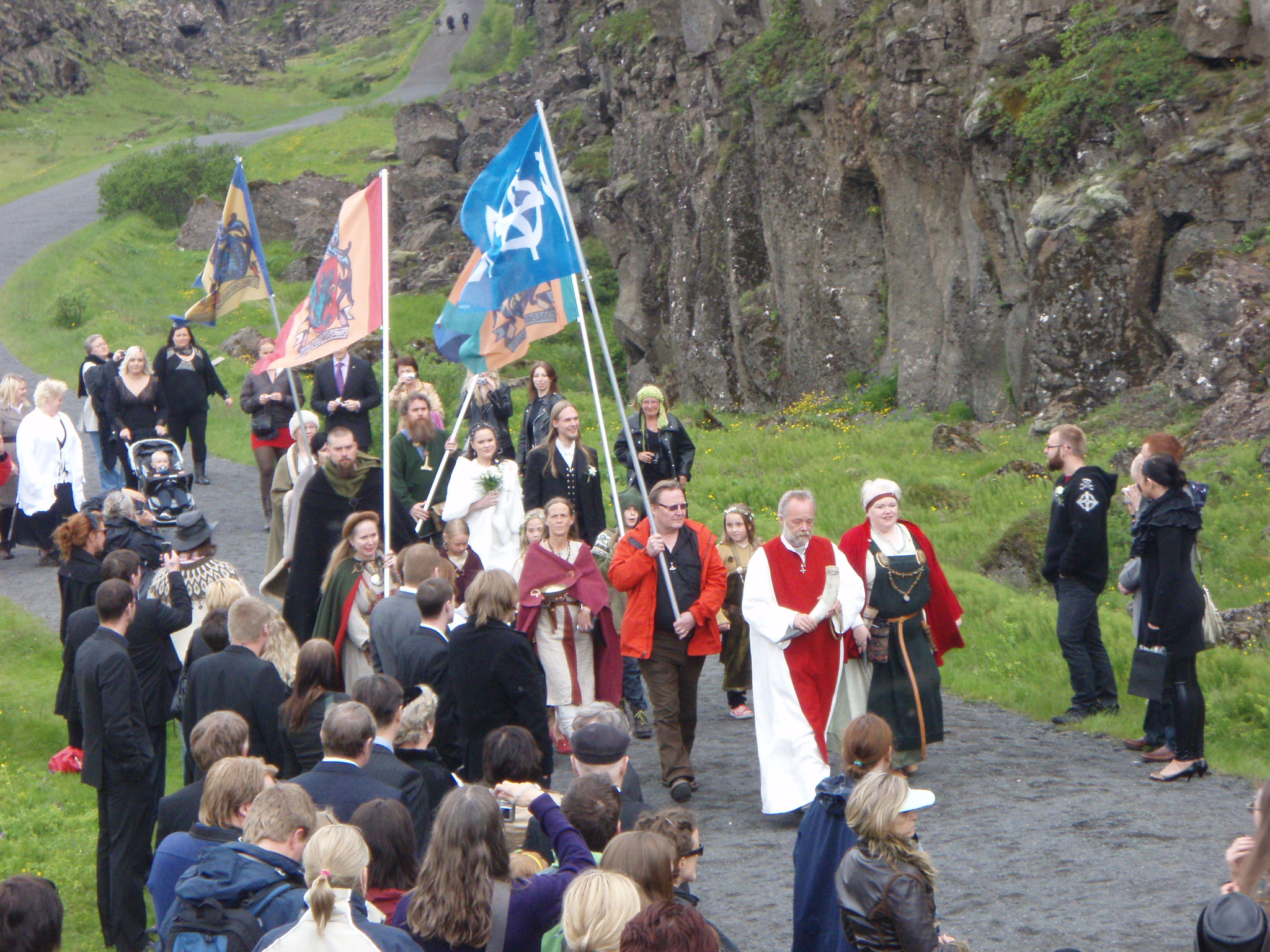
Hilmar Örn Hilmarsson y adeptos de Ásatrúarfélagið camino a celebrar un blót en Þingvellir (2009).

Poco después del Yule de 1972, Sveinbjörn Beinteinsson y Þorsteinn Guðjónsson fueron recibidos por Ólafur Jóhannesson, en aquel momento ministro de Justicia y asuntos religiosos, y expresaron su interés en registrar su organización Ásatrúarfélagið como ente oficial. El ministro tuvo la primera impression que se trataba de una broma pero frente a la insistencia de Sveinbjörn y Þorsteinn solicitó información adicional. Según Sveinbjörn, poco después de que él y Þorsteinn dejaron del ministerio, hubo un apagón en el centro de la ciudad debido a una tormenta, dejando al ministro sentado en la oscuridad. El periódico Vísir escribió sobre el asunto en un tono jocoso, resaltando que «los representantes de Ásatrú solo consiguieron respuestas bastante vagas del ministro, — y aparentemente es por lo que Thor el dios del trueno pensó también, porque a medida que la visita terminaba y el ministro se puso de pie para acompañar a los invitados a la puerta, se desató una terrible tormenta y un tremendo trueno causó daños cerca de la oficina del ministerio».
Sigurbjörn Einarsson, obispo de la Iglesia Nacional de Islandia, recomendó al ministerio que no se concediese el reconocimiento. En una opinión escrita, publicada más tarde, el obispo resaltó que la Constitución de Islandia solo concedió a todos el derecho a «organizaciones que sirvan a Dios» y con ello se asume una visión monoteísta. Sigurbjörn señaló la opinión del legislador islandés Einar Arnórsson, publicado en 1912, que las «organizaciones religiosas politeístas fundadas [en Islandia] por lo tanto no deberían estar protegidas por la Constitución». Sigurbjörn criticó además la solicitud por no incluir la declaración de una persona indicando que iba a asumir el liderazgo de la organización, también por disponer de enseñanzas vagas y por no incluir documentos claros sobre ellas. También señaló que la organización no disponía de un templo dedicado a la adoración.
En opinión del Obispo, el esfuerzo más significativo del renacimiento del paganismo nórdico surge en la Alemania nazi y estaba vinculada a una ideología racial del régimen. Resaltó que los solicitantes se consideraban a sí mismos seguidores de las teorías del Nýall de Helgi Pjeturss y que estas teorías contenían los mismos elementos raciales de la ideología nazi. Seguidores de Ásatrú participaron en actividades del Nýall aunque no todos y de hecho no todos los seguidores de Nýall se unieron a Ásatrúarfélagið.

Sveinbjörn Beinteinsson cita en su biografía:
Mi hermano Pétur leyó sobre las teorías de Helgi Pjeturss y estuvo fascinado por ellas. Yo también las estudié y las encontré remarcables. Lo que más me influyó especialmente fue su teoría sobre la vida, las estrellas y los planetas que reemplazaban la vieja idea del Paraíso; todo se entendía mejor y era un concepto más material en todo lo que decía. Helgi también tenía teorías remarcables sobre sueños, pensaba que aparecían por influencia de otras gentes, incluso por las estrellas. Todo esto me influenció.

Þorsteinn Guðjónsson fue un devoto de Nýall participando en sus actividades antes y después de la fundación de Ásatrúarfélagið. A finales de la década de 1980 publicó un periódico en inglés, Huginn & Muninn, dedicado a las teorías de Nýall, paganismo e ideología racial.

Jörmundur Ingi Hansen participó en algunas sesiones de Nýall. 

En una entrevista de 2008 dijo que «no tenía constancia que tuviese alguna información real de las actuaciones» y que «no estaba del todo convencido ya que la información que se presenta en las reuniones de este tipo proceden de personas fallecidas». El obispo expresó su preocupación por las posibles enseñanzas morales de una organización pagana, en particular consideraba el individualismo, la poligamia y la seguridad personal. Finalmente señaló que el grupo que pedía el reconocimiento era pequeño, formado por 21 personas.

La respuesta de los paganos no se hizo esperar y argumentaron que incluso el Cristianismo tenía algunos elementos politeísticos y que el paganismo podía incluir una creencia de una entidad suprema. Negaron cualquier vínculo con el nacional socialismo y argumentaron sus dudas sobre si el Tercer Reich tuvo en sus filas auténticos paganos mientras que es evidente que ciertos sectores cristianos habían cooperado con los nazis.
Ásatrúarfélagið fue reconocida como organización religiosa por el gobierno islandés en mayo de 1973, lo que garantizó poder celebrar matrimonios y otras ceremonias y partícipes de una parte de los impuestos religiosos en proporción al número de adultos miembros.

En el Althing, Halldór Blöndal y Magnús Jónsson, (miembros del Partido de la Independencia), solicitaron una explicación por el reconocimiento del ministerio de Ólafur Jóhannesson y las razones para con el reconocimiento legal de Ásatrúarfélagið. El ministro defendió su decisión basándose que la constitución islandesa garantizaba la libertad de asociación y la libertad de culto. Magnús Jónsson argumentó que la constitución garantizaba la libertad de culto solo para las religiones monoteístas y que el reconocimiento de una organización politeísta y adoración de ídolos era por lo tanto un acto ilegal. El ministro respondió que los juristas ya habían debatido y tomado decisión si la cláusula se aplicaba a politeísmo. Unos años antes, Ólafur Jóhannesson había argumentado que la cláusula se aplicaba al politeísmo.

En 1975, el Althing cambió la ley para dificultar el reconocimiento a nuevas organizaciones religiosas.

### Primerallsherjargoði(1972-1993)

Evolución periódica del número de creyentes Ásatrú en Islandia

El 5 de agosto de 1973, Ásatrúarfélagið celebró su primer blót público y en plena naturaleza en Islandia, un evento insólito ya que hacía un millar de años que no se celebraba un acontecimiento similar pues fue prohibido por ley en el año 1.000 d. C. La ceremonia fue presidida por Sveinbjörn Beinteinsson en su granja de Dragháls bajo una leve llovizna bajo una estatua del dios Thor, del artista Jörmundur Ingi Hansen. El blót fue descrito por el periódico Vísir como "vigoroso y enérgico" Mientras que  Sigurður A. Magnússon comentó que la importancia histórica del evento no había ido acompañada por la calidad de la ceremonia, pues "no podría haber sido más simple o más pedestre".
Ásatrúarfélagið recibió una cobertura mediática masiva incluso en la etapa más temprana de formación y en el momento del primer blót público la atención se extendió al exterior, convirtiéndose en un circo mediático desproporcionado con la participación de tantos periodistas como participantes.
Desde el principio, la organización tuvo ambiciosos planes de construcción de un templo, disponer de un cementerio propio y dividir el territorio en goðorð, dirigido por un goðar. No obstante, el número de creyentes no llegó a crecer en la misma proporción que las necesidades. En 1973 Ásatrúarfélagið tenía 58 miembros registrados, en 1974 tenía 70 y en 1976 tuvo 77. Como los dirigentes asumieron que los objetivos más ambiciosos no se iban a conseguir, la comunidad se mantuvo en un nivel de actividad bajo. En 1983 se celebró un blót tras tres años de inactividad, pero este fue especialmente creativo para ofrecer material para un documental.
A partir de mediados de la década de 1980, comienza un constante incremento de adeptos. En 1985 había 74 miembros y en 1992 ya había superado el centenar, 119. En este punto decidieron incrementar el número de actividades. Ese mismo año, Sveinbjörn Beinteinsson publicó su biografía.
Sveinbjörn Beinteinsson asumió su papel como allsherjargoði desde 1972 hasta su muerte en diciembre de 1993; tuvo una vida sencilla en una granja sin lujos modernos. Fue una figura entrañable de abuelo popular, "un poco excéntrico y tímido en su papel como portavoz para los medios de comunicación".

### Segundoallsherjargoði(1994-2002)
Tras la muerte de Sveinbjörn Beinteinsson a finales de 1992, no se convocaron elecciones hasta 1994 para escoger un nuevo alto sacerdote. Los candidatos eran Jörmundur Ingi Hansen y el escultor Haukur Halldórsson. Jörmundur Ingi representaba la plataforma de contuismo mientras que Haukur prometió innovación. Jörmundur Ingi ganó con 59 votos contra 34.
En 1999, la organización consiguió su objetivo de disponer de un cementerio propio, diseñado por el Jörmundur Ingi, y el primer entierro tuvo lugar ese mismo año. En el verano de 2000, con la celebración del milenario de Cristianización de Islandia, el Estado de Islandia y la Iglesia de Islandia organizaron una celebración en Þingvellir. Ásatrúarfélagið celebraba su blót anual también en Þingvellir al mismo tiempo, dando lugar a conflictos sobre el uso de las instalaciones con algunas tensiones ideológicas subyacentes. Más de 1000 personas participaron en el evento de verano de Ásatrúarfélagið, mucho más de lo conseguido en ceremonias anteriores. En el año 2000, Ásatrúarfélagið superó a las agrupaciones budistas y bahaistas en Islandia, convirtiéndose en la primera fuerza religiosa no cristiana del país. No obstante, el crecimiento de la organización comportó inevitablemente una mayor complejidad como estamento religioso y disputas internas.
En 2002, el consejo directivo depuso a Jörmundur y fue sustituido por Jónína Kristín Berg como tercer allsherjargoði (en funciones).

### Cuartoallsherjargoði(2002-)
En 2003, el músico Hilmar Örn Hilmarsson (n. 1958), fue elegido como nuevo allsherjargoði y todavía permanece en el cargo. La tendencia al crecimiento demográfico se mantiene. En 2002 fue de 628 miembros censados, pasando a 1.395 miembros en 2009, y el porcentaje de mujeres pasó del 21% al 29% en 2008.
En 2005, se tomó la decisión de vender las propiedades de la organización; el valor de las mismas se había incrementado considerablemente desde 1998. El beneficio de la venta se iba a destinar a la construcción de un templo, ahora ya algo más real y firme que en sus comienzos, y se solicitó la asignación de terreno al concejo municipal de Reykjavík. El proceso duró mucho más de lo esperado, debido sobre todo a la inestabilidad política en la capital. Finalmente en enero de 2008, se concede un terreno en Öskjuhlíð. Ásatrúarfélagið asignó a cinco arquitectos para ofrecer varias propuestas y todas estuvieron listas en septiembre de 2008. La organización perdió una sustancial cantidad de dinero durante el colapso bancario islandés, pero todavía hubo margen para seguir estudiando la viabilidad de diferentes opciones para la construcción del templo.
En 2006, el Ministerio de Justicia permitió incrementar el número de sacerdotes paganos autorizados a celebrar ceremonias, pasando de (el mismo allsherjargoði y su sustituto) a cinco. Dos de los cinco sacerdotes son mujeres.

## Creencias y teología

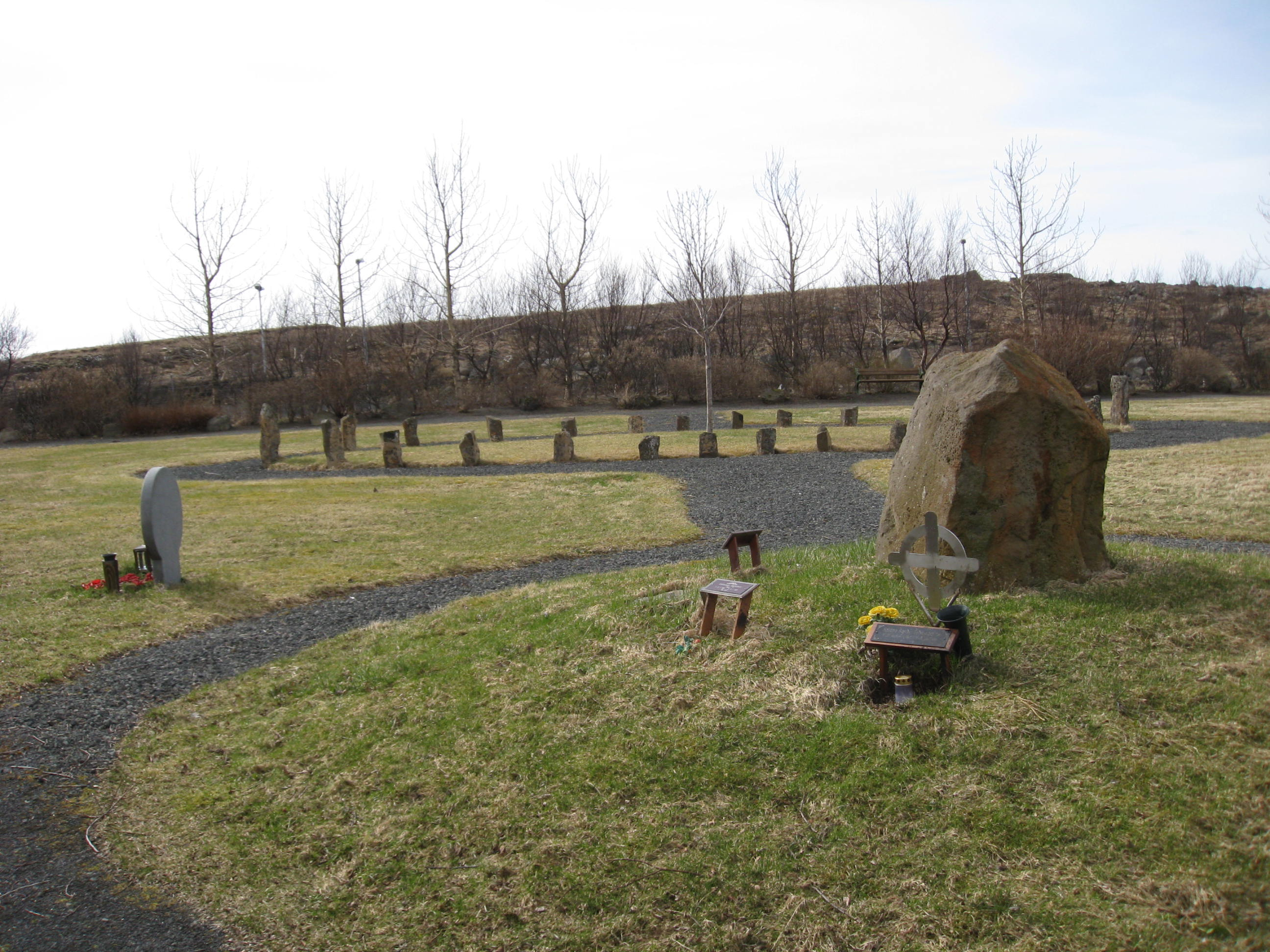
Cementerio pagano Ásatrú en Reikiavik, la capital de Islandia.

La web de Ásatrúarfélagið (versión de 2009) define Ásatrú como una creencia «en el folclore nórdico, los espíritus y entidades del folclore representan, además de los dioses y otras deidades del panteísmo nórdico». La versión islandesa de Ásatrú es una tradición pagana basada en la tolerancia, honestidad, grandeza y respeto por la naturaleza y la vida.
Desde sus comienzos, Ásatrúarfélagið no tuvo dogma o teología fija. Los miembros como individuos tienen sus propias creencias (hay cierto número de miembros wiccanos). Aunque no se espera que los miembros sigan el ejemplo de cualquier autoridad religiosa, todos los sumos sacerdotes han expresado públicamente sus creencias personales en un momento u otro.
Sveinbjörn Beinteinsson resumió sus convicciones religiosas en su autobiografía, diciendo que él no tenía una simple convicción religiosa, sino una fe "un poco inquieta":
Mi fe se basa en una búsqueda constante, pero no la busco frenéticamente. No sirve de nada salir corriendo hacia el espacio en busca de unos dioses que, si quieren algo de mi, ya lo mostrarán. Muchas veces he advertido de su presencia, pero de nada sirve que me apresure o les grite. He llegado a conocerlos un poco en mí mismo y también en otras personas. <..> Principalmente son los efectos de la gran fuerza que siente cada uno lo que me hace ser religioso. <...> Lo más notable acerca de la fe es que nos da el crecimiento, la posibilidad de crecer y prosperar. Y la humildad no se puede descuidar. Sin ella no podemos vivir en un grado útil, aunque, por supuesto, tiene su lugar en particular. Pero un hombre que carece por completo de humildad es un loco.
En una entrevista en 1992, Jörmundur Ingi Hansen expresó su visión sobre varios temas teológicos, incluido la naturaleza de los dioses y la base de sus creencias paganas:
Desde mi perspectiva, el mundo en su naturaleza se divide en dos, las fuerzas constructivas, Æsir, y las fuerzas destructivas que nosotros llamamos Jötnar. <…> Ásatrú o paganismo es, básicamente, sólo para darse cuenta de esta dicotomía y tomar partido por el flanco de los Æsir. La mejor manera de hacer eso, en mi opinión, es ser auto-consistente, vivir en armonía con la naturaleza, asociarse a ella con respeto y someterse al orden público. <...> Los dioses forman las moradas de la gente, la tierra y el sistema solar a partir del material que ya existe. En este contexto podemos considerar a las fuerzas de la naturaleza como los dioses en sí mismos y en gran medida, eso es lo que la gente hacía en la antigüedad.
En una entrevista en 1996, Jónína K. Berg dijo:
Ásatrú en una creencia panteista. La tierra, el aire y el agua tienen gran valor para nosotros. Somos parte de esa tierra y no sus dueños.
En otra entrevista en 2003, Hilmar Örn Hilmarsson resume también su fe:
Yo creo en un poder superior que nos aparece en la multiplicidad de la naturaleza y de la vida humana. Tenemos manifestaciones de ciertas fuerzas primarias que consideramos como dioses y una división de las funciones de esos dioses. Estos son los poderes que son visibles, a veces medio visibles y a veces invisibles. Se podría tener una larga discusión académica sobre el papel de dioses individuales, pero al final se trata de una cuestión de concepto sobre los diferentes aspectos de la vida.

## Blóty otros rituales

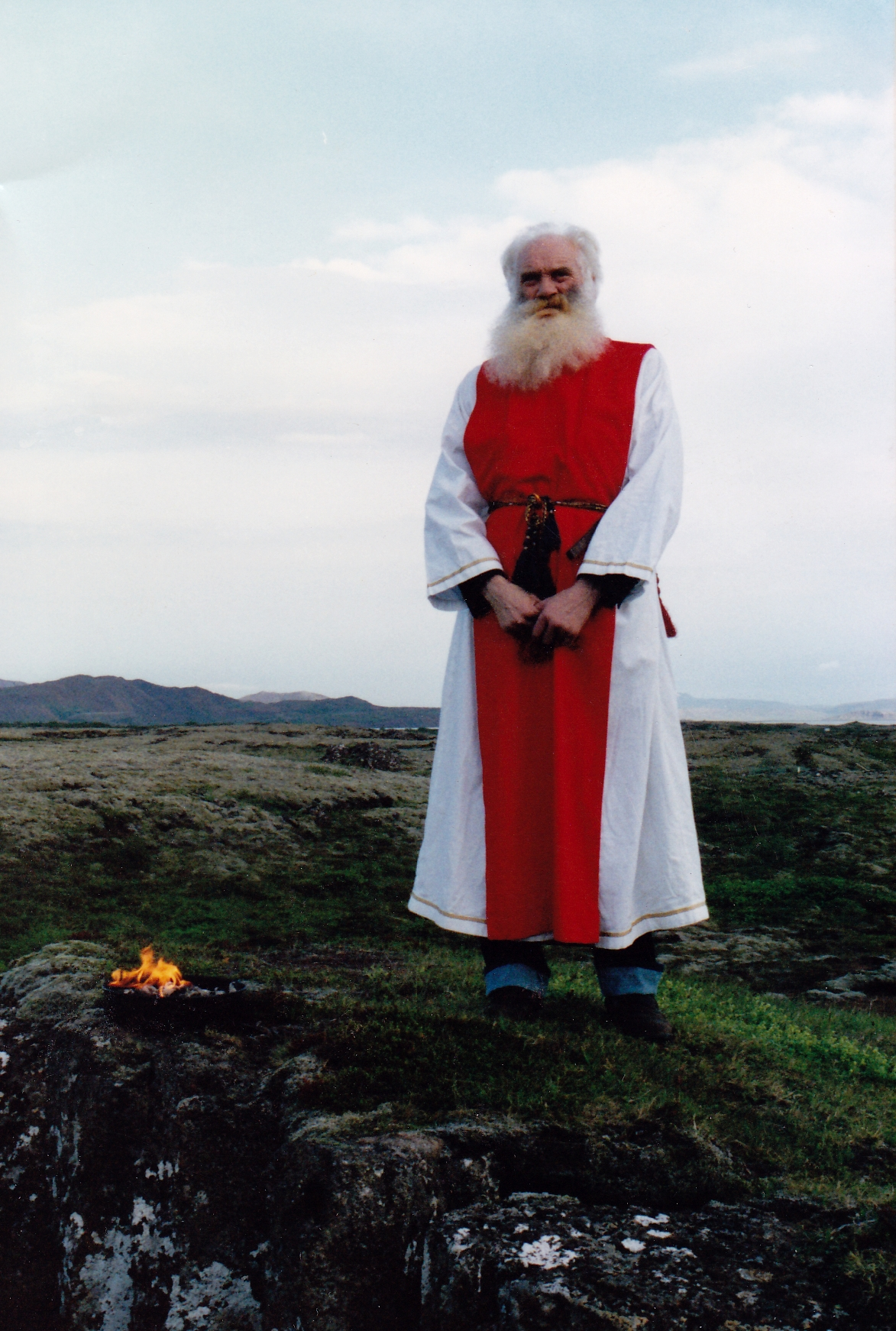
Sveinbjörn Beinteinsson durante un blót en 1991

El ritual principal de Ásatrúarfélagið es el blót festivo comunal. El blót comienza con un goði santificando la ceremonia con un rito concreto y declarando una tregua entre los presentes. A esto sigue unos cantos o citas de los versos de la Edda poética. A continuación, se comparte la bebida depositada en un cuerno para beber en honor a los dioses, los espíritus y los ancestros. Se ofrece una libación. Esta fase inicial de la ceremonia, a menudo oficiada en el exterior, es seguida por una fiesta communal, normalmente en el interior, a veces acompañada de música u otras formas de entretenimiento.
En los primeros días del movimiento, ante la pregunta de si oficiarían un sacrificio ritual durante el blót, la respuesta general era que no sería un problema moral, pero no era práctico. Sveinbjörn Beinteinsson comentó:
No, por la sencilla razón de que no nos debe preocupar. Es mucho más fácil para que vean un cuerpo y eso es lo que hacemos. En épocas anteriores era normal el sacrificio animal, porque la gente no podía guardar la carne. Pero en las circunstancias actuales es completamente innecesario y demasiado problemático.
Sin embargo, durante el primer blót" público simpatizante trajo un gallo vivo y lo decapitó en la cocina, mientras un cordero estaba siendo cocinado."
Los cuatro blót principales son:
- Jólablót (Yule) o solsticio de invierno
- Sigurblót o El Primer Día de Verano
- Sumarblót o solsticio de verano
- Veturnáttablót ("Noches de invierno”) durante el Primer Día de Invierno.

La organización también celebra el Þorrablót y los goðar locales celebran blót en diversas ocasiones.
Otros rituales también tienen su momento, como la asignación de nombres, siðfesta (ritual para la mayoría de edad), bodas y funerales. La primera ceremonia de asignación de nombre se celebró en noviembre de 1973. Sveinbjörn Beinteinsson celebró la primera boda pagana en agosto de 1977, uniendo las vidas de Dagur Þorleifsson e Ingibjörg Hjartardóttir. Desde 1999, la organización disfruta de su propio cementerio y ya han tenido lugar varios entierros.
Como parte del Jólablót, los niños encienden velas para celebrar el renacimiento del sol. La organización también trabaja de forma intermitente una escuela dominical y un grupo de jóvenes.

## Política y activismo
En junio de 1974 Ásatrúarfélagið se posicionó públicamente contra el aborto y recomendó el castigo ejemplar y estricto para los distribuidores de drogas. En abril de 1975 apareció una nota de prensa posicionándose de nuevo contra el aborto, esta vez resaltando que la batalla por la legalización del aborto se remonta a "movimientos internacionales opuestos a las naciones nórdicas y el particular a la raza nórdica". Unos días más tarde, Sveinbjörn Beinteinsson subrayó que la última opinión era a título personal del autor y el tema no había sido tratado en ninguna reunión previa de Ásatrúarfélagið.
En los años siguientes, Ásatrúarfélagið no se ha visto envuelta significativamente en asuntos políticos, aunque algunos de sus miembros lo hagan. Incapaz de avanzar hacia una ideología y posicionamiento racial en el seno de Ásatrúarfélagið, Þorsteinn Guðjónsson fundó en 1982 una organización, Norrænt mannkyn ("Raza nórdica"), para canalizar la reducción de la inmigración y prohibir el aborto. Sveinbjörn Beinteinsson era un activo pacifista, levantó un níðstöng contra la energía nuclear en 1985.
Un resumen sobre el neopaganismo germano (1991) de Stefanie von Schnurbein describe a Ásatrúarfélagið como una "mezcla de individuos anarquistas, oponentes ateos a la iglesia convencional y espiritualistas racistas".
En 2001 la antropóloga María Erlendsdóttir se muestra disconforme con Stefanie von Schnurbein, resaltando que su investigación se basaba en dos únicas entrevistas con miembros de la organización argumentando que "no era suficiente para cimentar tales acusaciones". y concluye que el "paganismo islandés en la sociedad contemporánea tiene fuertes raíces con las creencias folclóricas y tradición literaria".
En 2000 un estudio religioso de Michael Strmiska sobre Ásatrúarfélagið, cita que «se sabe que los movimiento Ásatrú en los Estados Unidos y los países escandinavos defienden una ideología racista y neonazi», pero que él «no tenía constancia que la islandesa Ásatrúarfélagið abrazase esos sentimientos o la ideología misma».
Desde sus inicios, el ecologismo ha sido muy importante para los miembros de Ásatrúarfélagið y la organización se ha mostrado activa en causas ecologistas. En octubre de 2003, Hilmar Örn Hilmarsson levantó un níðstöng contra el proyecto de la central hidroeléctrica de Kárahnjúkar. Jóhanna G. Harðardóttir, una goði, escribió: 
Hemos venido a clamar a los dioses y los buenos espíritus. Pretendemos solicitar perdón por nuestra tierra y erigir un níðstöng para aquellos que deshonran a su madre, la tierra.
Desde 2007, Ásatrúarfélagið participa en la defensa del bosque en Heiðmörk con la Asociación forestal islandesa.
Ásatrúarfélagið ha luchado por la separación Iglesia-Estado, y por la parte proporcional de fondos, actualmente solo accessible para la Iglesia nacional. La iglesia apoya la segunda moción. Ásatrúarfélagið coopera en asuntos de interés común con otras confesiones religiosas, particularmente con la Iglesia Libre de Reykjavík (luteranos).
En 2003, Sigurjón Þórðarson, un activista de Ásatrúarfélagið que también fue goði, fue elegido para ocupar un escaño en el Althing por el Partido Liberal. Cuando se le preguntó si su fe marcaría la forma de concertar leyes, respondió:
Estoy a favor de la separación de la fe y la ley, pero pienso que la fe define al individuo.